# Чечево (Поморське воєводство)
Чечево (пол. Czeczewo) — село в Польщі, у гміні Пшодково Картузького повіту Поморського воєводства.
Населення — 511 осіб (2011).
У 1975-1998 роках село належало до Гданського воєводства.

## Демографія
Демографічна структура станом на 31 березня 2011 року:
|          | Загалом | Допрацездатний вік | Працездатний вік | Постпрацездатний вік |
| -------- | ------- | ------------------ | ---------------- | -------------------- |
| Чоловіки | 267     | 74                 | 166              | 27                   |
| Жінки    | 244     | 70                 | 144              | 30                   |
| Разом    | 511     | 144                | 310              | 57                   |